# Joop van Zon
Johannes Adrianus (Joop) van Zon (27 mei 1933 – 14 juli 2021) was een Nederlands dirigent en pianist.
Van Zon behaalde in 1963 een derde plaats op het internationale Mitropoulos-concours in New York, waarbij hij in de finaleronde Leonore Overture No. 3 van Ludwig van Beethoven dirigeerde voor het New Yorks Philharmonisch Orkest.
Acht jaargangen van het Nederlands Studenten Kamerorkest stonden onder zijn leiding, vanaf de herstart in 1968 tot en met de editie van 1975. Hij was hoofddocent orkestdirectie aan het Sweelinck Conservatorium in Amsterdam en dirigeerde jarenlang het ALPHO; het orkest van het conservatorium.
Joop van Zon overleed in 2021 op 88-jarige leeftijd.